# Бутанська рупія
Рупія — грошова одиниця Королівства Бутан до 1974, еквівалентна індійській рупії. До 1957 ділилася на 64 пайси. У 1957 Бутан за Індією перейшов на десяткову систему числення, і бутанська рупія стала ділитися на 100 нових пайс. У 1974 бутанська рупія замінена на нгултрум у співвідношенні 1:1.

## Монети
До 1789 в Бутані мали ходіння монети, що випускалися на монетному дворі міста Куч-Біхар. Потім Бутан почав сам випускати монети, головним чином срібні 1/2 рупії. Чекані срібні та мідні монети були єдиними типами монет, що випускалися до 1929, коли були введені в обіг нові монети зі срібла 1/2 рупії, що супроводжуються випуском у 1931 (датовані 1928 роком) бронзових монет номіналом в 1 пайсу.
У 1950 введені в обіг нікелеві монети ½ рупій. Індійські монети мали ходіння нарівні з власними монетами Бутану настільки, що, після переходу на метричну систему у 1957, дев'ять років минули доти, як Бутан випустив власні нові монети, названі «нова пайса»: вони були випущені в 1966 з мельхіору номіналом у 25 та 50 нових пайс разом із монетами номіналом у 1 рупію.